# Danby (Vermont)
Danby – miasto w Stanach Zjednoczonych, w stanie Vermont, w hrabstwie Rutland.